# Catherine Théot
Catherine Théot (5 de marzo de 1716-1 de septiembre de 1794) fue una visionaria francesa. Convencida de estar destinada a servir a Dios, ganó notoriedad tras ser acusada de haber participado en una conspiración para derribar la República, siendo acusada también de estar implicada en la caída de Maximilien Robespierre.

## Vida antes de la Revolución
Théot nació en Normandía, en el seno de una familia de campesinos, sufriendo alucinaciones desde una edad temprana. Tras estudiar un largo curso sobre ascetismo en el convento laico de los Miramiones, en París, Théot ya no volvió a gozar de buena salud mental, llegando a proclamar en 1779 ser la Virgen María, la nueva Eva y la madre de Dios. Tras permanecer internada por varios años en el Hospital de la Pitié-Salpêtrière, fue liberada en 1782. No se sabe mucho acerca de los siguientes doce años de la vida de Catherine, si bien se conoce que construyó una casa en la rue Contrescarpe, reuniendo al poco tiempo a un pequeño grupo de devotos creyentes en sus profecías. Théot creía estar destinada a ser la madre del nuevo Mesías, siendo conocida como la "Madre de Dios".

## Secta Theotista
Théot dijo a sus seguidores que "Dios había permitido 1789" y que las leyes revolucionarias habían sido elaboradas mediante la inspiración de Dios, afirmando que desobedecer a la Convención suponía desobedecerlo a Él. Estas y otras creencias similares fueron expuestas en pequeñas reuniones, compuestas por aproximadamente cincuenta mujeres, celebradas en la casa de un amigo de Catherine. La mayoría de los asistentes a dichas reuniones eran mujeres de condición humilde, si bien entre ellas también se encontraban la duquesa de Borbón y algunas mujeres cercanas a ella,  así como un antiguo diputado, Christophe Antoine Gerle, quien buscaba la protección de Robespierre.
Los Theotistas vieron la redención de la humanidad en la persona de Maximilien Robespierre. Los enemigos del político, resentidos por sus fines teocráticos, utilizaron sus vínculos con los theotistas como medio para vengarse. El conocido como "asunto de Catherine Théot" convirtió a la supuesta profeta en un personaje público en 1794. Marc-Guillaume Alexis Vadier anunció en la Convención Nacional la conspiración para derribar la República, acusando a Théot y a sus seguidores.
El 27 de julio, Vadier anunció el hallazgo de una carta bajo el colchón de Théot en la cual se proclamaba a Robespierre como Juan el Bautista del nuevo culto. A pesar de que la carta fue probablemente fabricada con el fin de perjudicar al político, supuso una forma de condenarlo por su relación con Théot y con el Culto del Ser Supremo. Estas acusaciones provocaron el arresto de Catherine y varios de sus discípulos.
El caso fue juzgado por el Tribunal Revolucionario, figurando en los procesos del 9 de termidor (27 de julio). Los acusados fueron finalmente absueltos y liberados, si bien Catherine Théot murió en la prisión de Plessis el 1 de septiembre de 1794, aproximadamente un mes después de la ejecución de Robespierre.